# Jekaterina Abramova

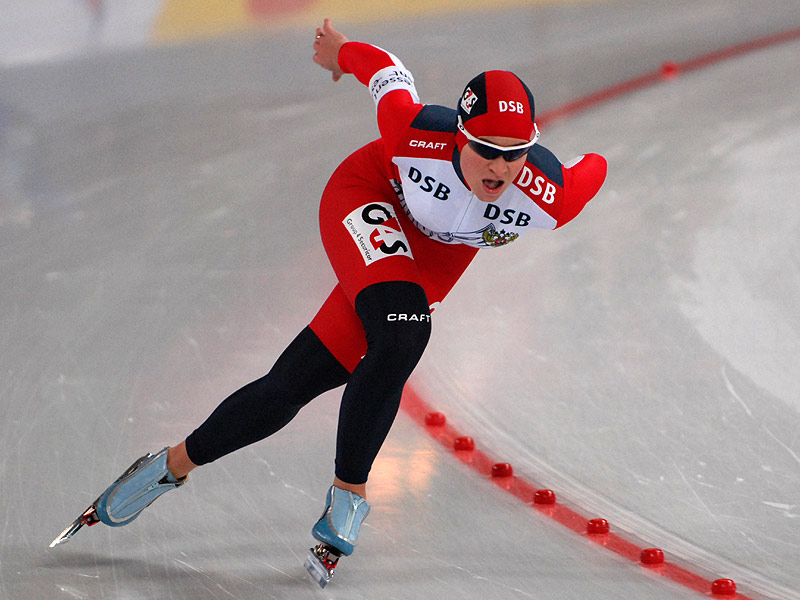

Jekaterína Konstantínovna Abrámova (ryska: Екатери́на Константи́новна Абра́мова), född den 14 april 1982 i Leningrad (nu Sankt Petersburg), Ryska SFSR, Sovjetunionen, är en rysk skridskoåkerska.
Hon tog OS-brons i damernas lagtempo i samband med de olympiska skridskotävlingarna 2006 i Turin.